# Kłódno-Kolonia
Kłódno-Kolonia – wieś w Polsce, w województwie łódzkim, w powiecie poddębickim, w gminie Wartkowice. 
Do 2023 miejscowość była częścią wsi Kłódno.
Kłódno-Kolonia wchodzi w skład sołectwa Kłódno.
W latach 1975–1998 Kłódno-Kolonia należało administracyjnie do województwa sieradzkiego.